# هوندا کراسرود
هوندا کراسرود (Honda Crossroad) خودرویی است که در سال‌های ۱۹۹۳ تا ۱۹۹۸ تولید شده‌است.
این خودرو در کلاس اس‌یووی قرار گرفته، طراحی آن خودروهای موتور جلو-محور عقب، خودرو چهار چرخ محرک بوده طول آن در حالت طبیعی ۴٬۵۳۵ میلیمتر (۱۷۸٫۵ اینچ)، عرض آن در حالت طبیعی ۱٬۸۰۰ میلیمتر (۷۰٫۹ اینچ) و ارتفاع آن در حالت طبیعی ۱٬۹۵۰ میلیمتر (۷۶٫۸ اینچ) و وزن آن در حالت طبیعی ۱٬۹۷۰ کیلوگرم (۴٬۳۴۰ پوند) است. سیستم جعبه‌دندهٔ آن ۴ دنده به صورت خودکار است.